# كريستوفر غريني
كريستوفر غريني هو سياسي أمريكي، ولد في 12 مايو 1737 في وارويك في الولايات المتحدة، وتوفي في 14 مايو 1781 في مقاطعة ويستتشستر في الولايات المتحدة.